# 응고효소

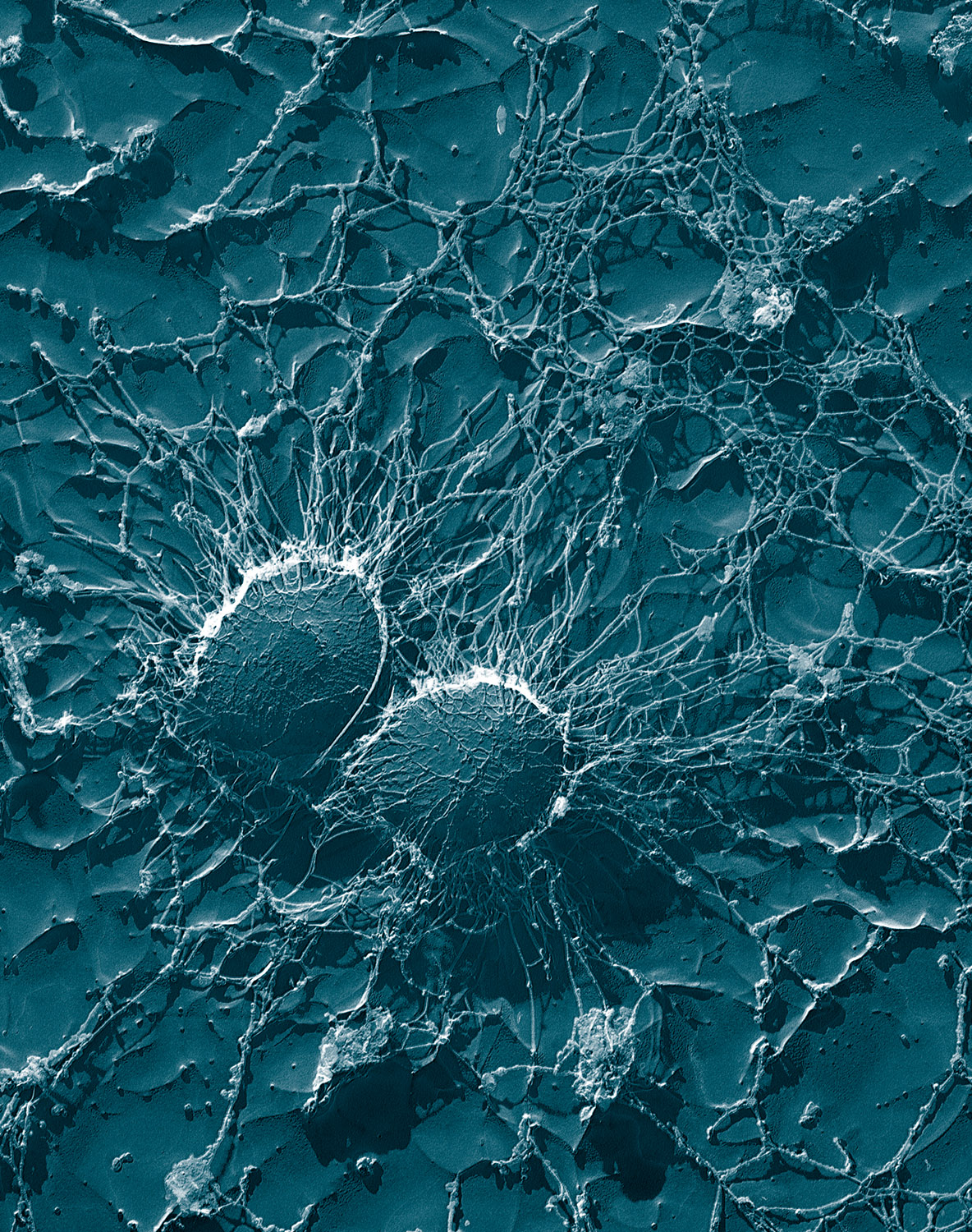
(저온 전자현미경 사진) 황색포도상구균(S. aureus)은 소(cattle)의 면역계로부터 자신을 보호하는 피브린(fibrin) 캡슐을 형성한다.

응고효소(coagulase)는 여러 미생물에 의해 생성 된 단백질 효소로 피브리노겐에서 피브린으로의 전환을 가능하게 한다. 실험실에서는 다양한 유형의 포도상구균 분리 균주를 구별하는데 사용한다. 중요한 점은, 황색포도상구균은 일반적으로 응고효소 양성이며, 이는 응고효소 검사 결과로 황색포도상구균을 확인할 수 있음을 의미한다. 응고효소 검사 음성은 표피포도상구균(S.epidermidis)이나 부생성포도상구균(S.saprophyticus)과 같은 응고효소 음성균의 존재를 나타낸다. 그러나, 모든 황색포도상구균이 응고효소 양성은 아닌 것으로 알려졌다.
응고효소는 페스트균(Yersinia pestis)에 의해서도 생산된다.

## 원리
응고효소는 혈액에서 프로트롬빈(prothrombin)과 반응한다. 반응 결과 스타필로트롬빈(staphylothrombin)이라는 물질이 형성되며, 이는 단백질분해효소(protease)가 간에서 형성되는 혈장 단백질인 피브리노겐(fibrinogen)을 피브린(fibrin)으로 바꾸게끔 한다. 이로 인해 혈액이 응고된다. 응고효소는 박테리아 황색포도상구균(S. aureus)의 표면에 단단히 고정되어 혈액과 접촉시 피브린으로 표면을 코팅할 수 있다. 피브린 응고 물질(fibrin clot)는 박테리아를 식균 작용(phagocytosis)으로부터 보호하고 숙주의 다른 방어작용들을 피할 수 있게 한다. 따라서 피브린 코팅은 세균을 더욱 강하게 만들어준다. 결합된 응고효소는 표면부착물질인식분자(MSCRAMM; microbial surface components recognizing adhesive matrix molecules)의 일부이다.

## 응고효소 검사
응고효소 검사(coagulase test)는 전통적으로 황색포도상구균을 응고효소 음성 포도상구균과 구별하는 데 사용된다. 황색포도상구균은 두 가지 형태의 응고효소 (결합(bound) 응고효소와 유리(free) 응고효소)를 생성한다. 슬라이드 응고효소 시험을 통해, 응집요소(clumping factor)로 알려진 결합(bound) 응고효소를 검출할 수 있고, 튜브 응고효소 시험을 통해 유리(free) 응고효소를 검출 할 수 있다.

### 슬라이드 검사
슬라이드 검사를 할 때는 자가 응집(autoaggutination)을 배제하기 위해 음성 대조군을 두고 검사를 실시한다. 샘플 번호, 시험 (T) 및 대조군 (C)으로 표시한 슬라이드에 2방울의 식염수를 넣는다. 두 식염수 방울은 와이어 루프, 직선 와이어 또는 나무 막대기를 사용해 시험체와 유화된다. 혈장 한 방울 (EDTA로 항응고된 토끼 혈장을 권장함)을 해당되는 샘플에 놓고 잘 혼합한 다음 슬라이드를 약 10 초 동안 부드럽게 기울이며 섞어둔다.
- '양성'인 경우 식염수 방울에는 덩어리가 없는 상태에서 10초 이내에 혈장에서 거시적인 덩어리가 관찰된다.
- '음성'인 경우 응집이 관찰되지 않는다.

슬라이드 응고효소 검사가 음성인 경우, 튜브 검사로 확인해야 한다. 두 방울의 양쪽 다 응집되는 것은 자가응집의 표시이므로 튜브 테스트를 수행해야한다. 튜브 검사는 각 기관에서 수행되지는 않지만 결과는 대개 실험실의 혈액 배양에 따라 결과가 다르다.

### 튜브 검사

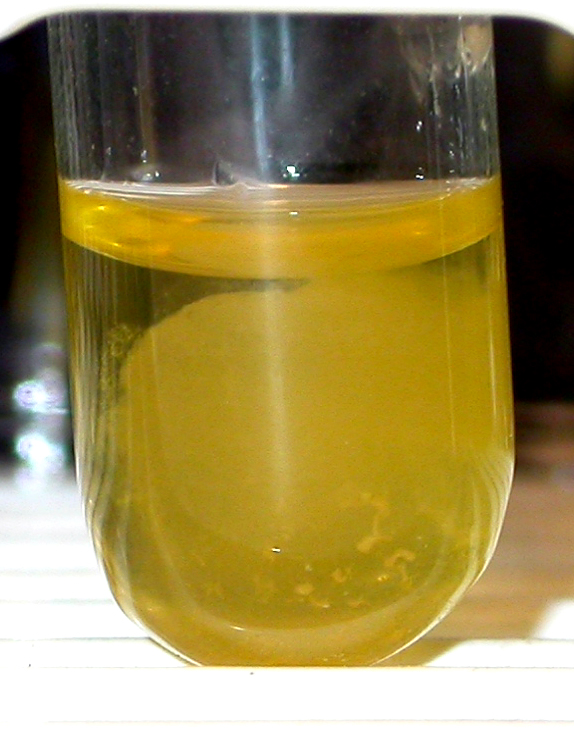
응고효소(coagulase) 반응에 의해 시험관에 형성된 피브린 응고

튜브 검사는 포도상구균 콜로니 (즉, 카탈라아제 양성인 그람 양성 구균)를 접종한 토끼 혈장을 사용한다. 접종 튜브를 37도에서 1시간 반 배양한다. 음성인 경우, 배양은 최대 18시간 동안 계속하며 관찰한다.
- '양성'(예를 들어, 의심되는 콜로니가 황색 포도상 구균인 경우)은 혈장이 응집하며, 응고물이 생긴다.[6] (때로는 응고가 명확하여, 액체 전체가 고체화된다.)
- '음성'인 경우 혈장은 액체로 남아 있다. 음성 결과는 S.epidermidis 일 수도 있지만 분석 프로파일 지수(analytical profile index) 테스트 방법에서와 같이 생화학적 테스트를 사용하여 더 자세한 식별 테스트를 통해 확인할 수 있다. 혈청이 녹을 수 있다고 가정 할 때, 샘플을 실온에서 약 30분 동안 또는 냉동고에서 10분 동안 냉각시키지 않으면 위음성(false negative)이 될 수 있다. 실제 음성인 경우, 혈청은 냉각 후에도 액체 상태를 유지한다.
- 응고효소 양성 포도상구균 목록: 황색포도상구균 subsp. anaerobius, 황색포도상구균, S. a. delphini, S. hyicus, S. intermedius, S. lutrae 및 Staphylococcus schleiferi subsp. coagulans .
- 임상적으로 중요한 응고효소 음성 포도상구균 목록: S. saprophyticus, S.cohnii subsp. cohnii, S. cohnii subsp. urealyticum, S. captitus subsp. captitus, S. warneri, S.hominis, S.epidermidis, S. caprae 및 S.lugdunensis